# Stolp Belém
Stolp Belém (portugalsko Torre de Belém, izgovorjava [ˈtoʁɨ ðɨ βɨˈlɐ̃j]; dobesedno 'Betlehemski stolp'), uradno Stolp svetega Vincenca (portugalsko Torre de São Vicente) je utrdba iz 16. stoletja v Lizboni, ki je služila kot točka za vkrcanje in izkrcanje portugalskih raziskovalcev in kot slovesna vrata v Lizbono. Zgrajen je bil na vrhuncu portugalske renesanse in je izjemen primer portugalskega manuelinskega sloga, vendar vključuje tudi namige drugih arhitekturnih slogov. Struktura je bila zgrajena iz lioznega apnenca in je sestavljena iz bastijona in 30-metrskega štirinadstropnega stolpa.
Od leta 1983 je stolp skupaj s samostanom sv. Hieronima uvrščen na Unescov seznam svetovne dediščine. Pogosto je prikazana kot simbol evropske dobe odkritij in kot metonim za Portugalsko ali Lizbono, glede na njen status mejnika. Napačno je bilo navedeno, da je bil stolp zgrajen sredi reke Tajo in zdaj stoji blizu obale, ker je bila reka preusmerjena po lizbonskem potresu leta 1755. Pravzaprav je bil stolp zgrajen na majhnem otoku v reki Tajo blizu lizbonske obale.

## Zgodovina
V poznem 15. stoletju je kralj Ivan II. zasnoval obrambni sistem za izliv Tajo, ki je bil odvisen od trdnjav Cascais in São Sebastião (ali Torre Velha) v Caparici na južni strani reke. Te trdnjave niso popolnoma zaščitile ustja reke, zato je bila potrebna nadaljnja zaščita. V svoji »Kroniki Janeza II.« (Chronica de D. Joao II), ki je izšla leta 1545, je avtor Garcia de Resende potrdil kraljevo mnenje, da je bila obramba Lizbone neustrezna in da je vztrajal pri gradnji utrdb vzdolž vhoda v reko Tajo kot dopolnitev obstoječe obrambe. V ta namen je ukazal »narediti močno utrdbo«, vendar je umrl, preden so bili izdelani načrti. Portugalski kralj Manuel I. je predlog ponovno obravnaval dvajset let pozneje in ukazal gradnjo vojaške utrdbe na severnem robu reke Tajo v Belému. Leta 1513 je Lourenço Fernandes svojim prijateljem napisal pismo, v katerem je omenil kraljevo namero o izgradnji stolpa blizu Restelo Velho, saj je ugotovil, da je to nujno.
Prisotnost tega vojaškega elementa je bila tudi praznovanje povratnega potovanja Portugalcev v Indijo in način sprejema flot, ki so prispele do ustja Tajo, poveličevanje podviga, kot da bi šlo za mimetiko tistega, kar bi prišli lahko identificirali s tistim, kar so videli na vzhodu. Najboljši primer je izrezljan nosorog, rezultat ponudbe indijskega vladarja, ki ga je ponudil kralju Manuelu. Ta nosorog bi bil isti tisti, ki bi ga Albert Dürer ovekovečil na svojih risbah.
Projekt se je začel na izdanku bazaltne kamnine na kratki razdalji od rečnega brega, z uporabo nekaj kamna, zbranega za izgradnjo samostana Santa Maria de Belém. Stolp je zasnoval vojaški arhitekt Francisco de Arruda, ki ga je kralj Manuel imenoval »Mojster del trdnjave Belém«, leta 1516 pa je za njegovo gradnjo začel prejemati 763 blokov in 504 kamne, ki jih je dostavil Diogo Rodrigues, blagajnik projekta. Ko je gradnja napredovala, je Grande Nau (Velika ladja), težko oborožena 1000-tonska ladja, še naprej varovala estuarij ob izlivu Tajo do dokončanja utrdbe.
Gradnja je bila dokončana leta 1519, le dve leti pred Manuelovo smrtjo, in Gaspar de Paiva je bil začasno postavljen za poveljstvo trdnjave; njegova naloga je postala stalna 15. septembra 1521, ko je bil imenovan za prvega generalnega kapitana oz. alcalde in trdnjavo so poimenovali grad svetega Vincenca (Castelo de São Vicente de Belém), v čast zaščitnika Lizbone.
Leta 1571 je Francisco de Holanda svetoval monarhu, da je treba izboljšati obalno obrambo, da bi zaščitili glavno mesto kraljevine. Predlagal je gradnjo »močne in neosvojljive« utrdbe, ki bi zlahka branila Lizbono, in da bi bilo treba stolp Belém »okrepiti, popraviti in dokončati ... da je stal toliko, ne da bi bil dokončan«. D'Holanda je zasnoval izboljšan pravokoten bastion z več stolpiči. Leta 1580 se je garnizija, nameščena v stolpu, po nekaj urah bitke predala španskim silam pod poveljstvom vojvode Albe. Po tem porazu so temnice stolpa do leta 1830 služile kot zapor. Prav tako se je v zadnji četrtini 16. stoletja začela gradnja filipinskih vojašnic. Nad bastijonom je bil zgrajen pravokoten dvonadstropni prostor, ki je stolpu dal vizualni profil, ki ga je ohranil do danes, z izklesanimi križi Kristusovega reda in kupolastimi stolpi.
Leta 1589 je Filip I. Portugalski naročil italijanskemu inženirju patru Joãu Vicenziu Casaleu, naj zgradi dobro obranjeno utrdbo, ki naj bi bila zgrajena namesto »neuporabnega gradu São Vicente«. Inženir je predložil tri načrte, v katerih je predlagal, da bi bastijon obdali z drugim bastijonom večjih dimenzij, a do realizacije projekta ni prišlo.
V enem od nadstropij, v enem od obokov vojašnice in v štirih največjih obokih na vrhu južne fasade je bil vstavljen kodeks iz leta 1633 za hišo Cadaval. Podobno je letnica 1655 zapisana na plošči na severni steni križnega hodnika, ki potrjuje funkcijo stolpa kot carinske kontrolne točke in za plovbo po Taju; plovila so bila ob vstopu v pristanišče dolžna plačati davek, ki je bil naložen postopoma.
Med letoma 1780 in 1782, pod vladavino Marije I. Portugalske, je general Guilherme de Valleré zgradil trdnjavo Bom Sucesso, katere baterija je bila povezana z zahodnim zidom hodnika s stolpom. Ko so francoske sile vdrle v Lizbono med vojno na polotoku, so bili oddelki njihovih čet od leta 1808 do 1814 nastanjeni v stolpu. Potem ko so se Francozi umaknili, je lord Beresford svetoval, naj se ob Taju okrepijo obalne topniške baterije, in posebej poudaril, da bi morale biti močnejše baterije postavljene ob straneh bastijona stolpa, z vozički, ki so bili postavljeni za boljšo zaščito vojakov, saj so bili zidovi zelo nizki.
Kralj Mihael I. Portugalski (1828–1834) je ječe uporabljal za zapiranje svojih liberalnih nasprotnikov, medtem ko je drugo nadstropje uporabljal kot carinarnico za ladje, dokler ni bila leta 1833 odpravljena dajatev na tuje ladje. Stolp je bil vojaško nadzidan v letih 1589 in 1809–1814.
Med vladavino Marije II. je Almeida Garrett protestiral proti degradaciji mesta in na prepričevanje vojvode Terceire je vojaški inženir António de Azevedo e Cunha začel prenovo. Porušil je filipinsko vojašnico in razširil elemente v letih 1845–46 (kot so oklepni merloni, balustrada verande vzdolž južne fasade, čipkasta fascija v križnem hodniku in niša s podobo Device z otrokom).
V letih 1865–67 so na jugovzhodni terasi stavbe namestili svetilnik in zagnali telegrafsko službo, v bližini pa zgradili plinarno, ki je proizvajala dim, kar je sprožilo številne proteste. Prvi ukrepi za ohranitev in sanacijo stolpa so se začeli v drugi polovici 20. stoletja. Najprej je bil stolp leta 1940 predan Ministrstvu za finance, ki je opravilo manjša konservatorska dela. Nato so odstranili vojaške prostore na obzidju in zgradili notranji križni hodnik. Arhitekturni krajinski oblikovalec António Viana Barreto je leta 1953 začel s triletnim projektom integracije stolpa z lokalno obalo. Leta 1983 je mesto gostilo 17. evropsko razstavo o umetnosti, znanosti in kulturi in začeli so se različni projekti, ki so vključevali stavbo, med drugim prekrivanje križnega hodnika s prozorno plastično kupolo. Istega leta je Unesco stolp Belém uvrstil na seznam svetovne dediščine.
V 1990-ih je bila posest prenesena na Instituto Português do Património Arquitectónico (predhodnik IGESPAR), ki je začel s popolno obnovo stavbe, ki je trajala od februarja 1997 do januarja 1998; to je vključevalo ojačitev stolpa in bastijona, ojačitev podpor južnega balkona s palicami iz nerjavečega jekla in epoksi smolo, obdelavo maltnih spojev in splošno strukturno čiščenje. Enako so obravnavali kipi svetega Vincencija Saragoškega in nadangela Mihaela. Leta 1999 je projekt prejel nagrado Europa Nostra za obnovo zunanjosti. Stolp Belém je bil 7. julija 2007 dodan v register sedmih čudes Portugalske.

## Arhitektura
Stolp Belém stoji na severnem bregu reke Tajo v civilni župniji Santa Maria de Belém, občina Lizbona, dostopen na zahodnem koncu Avenide de Brasília z majhnim mostom. V bližini sta samostan sv. Hieronima na vzhodu in Forte do Bom Sucesso na zahodu, medtem ko so na severu rezidenca guvernerja stolpa, stara guvernerjeva rezidenca za utrdbo Bom Successo in kapela sv. Hieronima.
Stolp je izoliran vzdolž rečnega brega, med dokom Bom Sucesso in Pedrouços, na bazaltnem izdanku kamnin, ki pripadajo geomorfološkemu vulkanskemu kompleksu Lisboa-Mafra. Čeprav so različni vodniki trdili, da je bil stolp zgrajen sredi reke Tajo in zdaj stoji blizu obale, potem ko je potres leta 1755 preusmeril reko, to ne drži. Portugalsko ministrstvo za kulturo in Inštitut za arhitekturno dediščino navajata, da je bil stolp zgrajen na majhnem otoku blizu brega Tajo, nasproti obale Restelo. Ko je razvoj postopoma širil obrežje, se je vedno več severnega brega pomikalo proti jugu v Tajo, pri čemer je stolp sčasoma postal integriran v rečni breg.
Stolp Belém je bil zgrajen iz bež-belega apnenca, katerega nahajališče je na območju Lizbone in tam okoli se imenuje Lioz. Stavba je razdeljena na dva dela: bastijon in štirinadstropni stolp, ki je na severni strani bastijona.
Stolp iz 16. stoletja velja za eno glavnih del portugalskega poznogotskega manuelinskega sloga. To je še posebej očitno v njegovem dovršenem rebrastem oboku, križih Kristusovega reda, armilarnih sfer in zvitih vrvi, ki so skupni navtično navdihnjenemu organskemu manuelinskemu slogu.

### Zunanjost
Načrt stavbe je sestavljen iz pravokotnega stolpa in nepravilnega šesterokotnega bastijona s podolgovatimi boki, ki štrli proti jugu v reko. V bistvu gre za velik členjen navpični prostor, ki sloni na vodoravni kamniti plošči, prekrita z zidanimi ogradi. Na severovzhodnem kotu strukture, zaščiten z obrambnim zidom z vogalnimi stolpiči, je dvižni most za dostop do branika, okrašen z rastlinskimi motivi, na vrhu s kraljevim grbom in obdan z majhnimi stebri, dopolnjenimi z armilarnimi sferami. Manuelinske armilarne sfere se pojavljajo na vhodu v stolp, simbolizirajo portugalska navtična raziskovanja in so bile uporabljene na osebni zastavi kralja Manuela I., da predstavljajo portugalska odkritja med njegovo vladavino. Okrasna izrezljana, zvita vrv in elegantni vozli prav tako kažejo na portugalsko navtično zgodovino in so pogosti elementi manuelinskega sloga.
Na zunanji strani spodnjega bastijona so v obzidju prostori za 17 topov s strelnicami, ki omogočajo pogled na reko. Zgornji nivo bastijona je kronan z majhnim obzidjem s stolpiči na strateških mestih, okrašenimi z zaobljenimi ščiti s križem Kristusovega reda, ki obkroža ploščad. Kralj Manuel I. je bil član Kristusovega reda, zato je križ Kristusovega reda večkrat uporabljen na parapetih. Ti so bili simbol Manuelove vojaške moči, saj so vitezi Kristusovega reda v tistem obdobju sodelovali v več vojaških osvajanjih. Vogalni stolpiči (guerites), ki so služili kot stražni stolpi, imajo zanke z zoomorfnimi okraski in kupole, prekrite s cinami, neobičajnimi v evropski arhitekturi, na vrhu z okrašenimi zaključki. Podstavki stolpičev imajo podobe zveri, vključno z nosorogom. Ta nosorog velja za prvo skulpturo takšne živali v zahodnoevropski umetnosti in verjetno prikazuje nosoroga, ki ga je Manuel I. poslal papežu Leonu X. leta 1515.
Medtem ko je stolp pretežno v manuelinskem slogu, vključuje tudi značilnosti drugih arhitekturnih slogov. Zgradil ga je vojaški arhitekt Francisco de Arruda, ki je že nadziral gradnjo več trdnjav na portugalskih ozemljih v Maroku. Vpliv mavrske arhitekture se kaže v nežnih dekoracijah, obokanih oknih, balkonih in rebrastih kupolah stražarskih stolpov.
Stolp ima štiri nadstropja, z okni in obzidjem, pritličje pa zavzema obokana cisterna. V prvem nadstropju so proti jugu obrnjena pravokotna vrata z ločnimi okni na vzhodu in severu ter vogalnimi stolpiči v severovzhodnem in severozahodnem vogalu. V južnem delu drugega nadstropja prevladuje pokrita veranda z ložo (matacães), ki jo sestavlja arkada sedmih lokov, ki se opirajo na velike zanke z balustri. Pokrita je s prepletenimi kamnitimi deli, ki tvorijo verando, njena poševna streha pa se konča z izklesano zvito vrvjo. Vzhodno, severno in zahodno steno zavzemajo dvojno obokani ograjeni prostori, severovzhodni in severozahodni vogali pa zavzemata kipa svetega Vincencija Saragoškega in nadangela Mihaela v nišah. Tretje nadstropje ima dvojna okna na severni, vzhodni in zahodni fasadi z balustri, prepredenimi z dvema armilarnima sferama in velikim reliefom s kraljevim grbom. Zadnje nadstropje obdaja terasa s ščiti Kristusovega reda ter severna obokana vrata in vzhodno obokano okno. Terasa je obdana z nizkim zidom s stebričastimi piramidastimi cinami z stolpiči v štirih vogalih. Podobna terasa nad tem nadstropjem ponuja pogled na okoliško pokrajino.

### Notranjost
Notranjost bastijona s krožnim stopniščem na severnem koncu ima dve sosednji dvorani z obokanimi stropi, podprtimi z zidanimi loki, ter štirimi shrambami in sanitarijami. V pritličnem bunkerju so tla nagnjena proti zunanjosti, stropi pa so podprti z zidanimi pilastri in obokanimi trni. Gotsko rebrasto obokanje je vidno v tem kazematu, prostorih stolpa in kupolah stražnih stolpov na bastijonski terasi. Periferni predelki na robovih bunkerja omogočajo, da posamezni topovi zasedejo svoj prostor, pri čemer je strop zasnovan z več asimetričnimi kupolami različnih višin. Pomožne shrambe so kasneje uporabili kot jetniške celice.
V glavni križni hodnik se odpirata dva loka na severu in jugu, medtem ko se vzdolž vzhodnega in zahodnega dela križnega hodnika razteza šest lomljenih lokov, prepredenih s kvadratnimi stebri v notranjosti bastijona, z fasetami bruhalnikov. Odprti križni hodnik nad kazemato, čeprav je bil dekorativen, je bil zasnovan za odvajanje topovskega dima. Zgornji nivo je povezan z ograjo, okrašeno s križi Kristusovega reda, na terasi pa ima prostor dvigajoče se stebre, na vrhu pa armilarne sfere. Ta prostor bi lahko uporabili tudi za pehoto lahkega kalibra. To je bila prva portugalska utrdba z dvonivojskim topniškim mestom in pomeni nov razvoj v vojaški arhitekturi. Nekaj okrasja izhaja iz prenove v 1840-ih in je v neomanuelinskem slogu, kot je okras majhnega križnega hodnika na bastionu.
Na južnem delu terase križnega hodnika je podoba Device z otrokom. Upodobljen je kip Device iz Beléma, imenovan tudi Nossa Senhora de Bom Successo (Naša Gospa dobrega uspeha), Nossa Senhora das Uvas (Naša Gospa od grozdja) ali Virgem da Boa Viagem (Devica varne vrnitve domov). v desnici drži otroka, v levici grozd.
Stolp je širok približno 12 metrov in visok 30 metrov. Notranjost prvega nadstropja vsebuje Sala do Governador (Guvernerjevo dvorano), osmerokotni prostor, ki se odpira v cisterno, medtem ko so v severovzhodnem in severozahodnem kotu hodniki, ki se povezujejo z vogalnimi stolpiči. Majhna vrata omogočajo dostop po spiralnem stopnišču do naslednjih nadstropij. V drugem nadstropju se Sala dos Reis (Kraljeva dvorana) odpira na ložo s pogledom na reko, medtem ko se majhen kotni kamin razteza od tega nadstropja do kamina v tretjem nadstropju v Sala das Audiências (Dvorana za sprejem). Stropi vseh treh etaž so obloženi z votlimi betonskimi ploščami. Kapela v četrtem nadstropju ima obokan rebrast strop z nišami, značilnimi za manuelinistični slog, ki jih podpirajo izrezljani zatiči.

## Sources
- Turner, J. (1996), Grove Dictionary of Art, Macmillan Publishers Ltd., ISBN 1-884446-00-0
- Hancock, Matthew (2003), The Rough Guide to Lisbon, London: Rough Guides Ltd., ISBN 1-85828-906-8
- Weimer, Alois; Weimer-Langer, Britta (2000), Portugal, Basingstoke, England: GeoCenter International Ltd., ISBN 3-8297-6110-4
- Holanda, Francisco de (1986) [1571], Da Fábrica que Falece à Cidade de Lisboa (v portugalščini), Lisbon
- Resende, Garcia de (1622), Crónica dos Valerosos e Insignes Feitos del Rei D. João II (v portugalščini), Lisbon, str. 115
- »A Torre de Belém«, Serões (v portugalščini), Lisbon, 1909, str. 419–426
- Santos, Reynaldo dos (1922), A Torre de Belém (v portugalščini), Coimbra, Portugal
- Silva, Augusto Vieira da (1928), »Torre de Belém, Projectos de Remodelação no séc. XVI«, Revista de Arqueologia e História (v portugalščini), zv. 6, Lisbon
- Sanches, José Dias (1929), Apontamentos e Croquis à Pena Sobre o Mosteiro dos Jerónimos e Torre de Belém (v portugalščini), Lisbon
- Sanches, José Dias (1940), Belém e Arredores Através dos Tempos (v portugalščini), Lisbon
- Costa, Américo (1932), »Torre de Belém«, Dicionário Corográfico de Portugal Continental e Insular, zv. 3, Lisbon
- Nunes, J. de Sousa (1932), A Torre de S. Vicente a Par de Belém (v portugalščini), Lisbon
- Nunes, J. de Sousa (1959), A Torre de Belém (v portugalščini), Lisbon
- Araújo, Norberto de (1944), Inventário de Lisboa (v portugalščini) (fasc. 1 izd.), Lisbon
- Chicó, Mário Tavares (1948), A Arquitectura em Portugal na Época de D. Manuel e nos Princípios do Reinado de D. João III: O Gótico Final Português, o Estilo Manuelino e a Introdução da Arte do Renascimento (v portugalščini), Porto, Portugal
- Ribeiro, Mário de Sampaio Ribeiro (1954), A Torre e a Fortaleza de Belém, Separata dos Anais (v portugalščini), Lisbon
- Ministério das Obras Públicas, ur. (1960), Relatório da Actividade do Ministério nos Anos de 1959 (v portugalščini), zv. 1, Lisbon
- Gonçalves, A. Nogueira (1964), A Torre Baluarte de Belém, Sep. da Rev. Ocidente (v portugalščini), zv. 67, Lisbon
- Nunes, António Lopes Pires (1984), »As Fortalezas de Transição nos Cartógrafos do séc. XVI«, Livro do Congresso. Segundo Congresso sobre Monumentos Militares Portugueses (v portugalščini), Lisbon, str. 54–66
- Dias, Pedro (1986), Os Antecedentes da Arquitectura Manuelina in História da Arte em Portugal (v portugalščini), zv. 5, Lisbon, str. 9–91
- Dias, Pedro (1988), A Arquitectura Manuelina (v portugalščini), Porto, Portugal
- Néu, João B. M. (1994), Em Volta da Torre de Belém. Evolução da Zona Ocidental de Lisboa (v portugalščini), Lisbon
- Moreira, Rafael (1994), »Torre de Belém«, O Livro de Lisboa (v portugalščini), Lisbon
- IPPAR, ur. (2000), Torre de Belém, Intervenção de Conservação Exterior (v portugalščini), Lisbon
- Aires-barros, Luís (april 2001), As Rochas dos Monumentos Portugueses: Tipologias e Patologias (v portugalščini), zv. 2, Lisbon{{citation}}:  Vzdrževanje CS1: samodejni prevod datuma (povezava)